# 6183 Viscome
6183 Viscome è un asteroide areosecante. Scoperto nel 1987, presenta un'orbita caratterizzata da un semiasse maggiore pari a 2,3073470 UA e da un'eccentricità di 0,2884729, inclinata di 19,66392° rispetto all'eclittica.
L'asteroide è dedicato all'astronomo statunitense George R. Viscome.